# فارایون د پاخاروس
فارایون د پاخاروس (به اسپانیایی: Farallon de Pajaros) یک کوه در جزایر ماریانای شمالی است که در اقیانوس آرام واقع شده‌است.

## خصوصیات
فارایون د پاخاروس غیرمسکونی می‌باشد و ۳۶۰ متر بالاتر از سطح دریا واقع شده‌است.